# Zork III: The Dungeon Master
Zork III: The Dungeon Master — компьютерная игра, классический текстовый квест, выпущенный в 1983 году компанией Infocom.

## Игровой процесс
На экран выводится текст, описывающий окружающее пространство и положение в нём игрового персонажа, а игрок должен вводить с клавиатуры команды в доступном программе виде, пытаясь таким образом достичь определённых результатов.

## Сюжет
Действие происходит в мире Zork, где располагаются руины древней империи, упрятанные в глубинах подземелий. Игра начинается в нижней части Бесконечной Лестницы (Endless Stair), там, где заканчивается игра Zork II. В отличие от предыдущих частей, где игрок в роли безымянного авантюриста искал сокровища, в третьей игроку предоставляется возможность стать хозяином подземелья.
Игрок должен пройти мимо стражи Зорка с полным комплектом одеяния Хозяина Подземелья и пройти финальное испытание. На игроке должен быть амулет (найденный на дне озера), плащ и капюшон (полученный от побеждённого соперника в Земле Теней), посох (подарок от человека на скале за помощь в обретении сундука), странный ключ (найденный в Комнате Ключей), королевский перстень (из Королевского Музея) и чёрная книга (найденная в Королевской головоломке).
В самом конце, когда игрок справляется с финальной головоломкой, появляется Хозяин Подземелья и превращает игрока в копию самого себя. С этого момента игрок становится его преемником.

## Команды
В игре есть возможность использовать не только простые команды (вроде «take sword»), но и сложные конструкции. Программа понимает множество связок с глаголами «take», «drop», «examine», «attack», «climb», «open», «close», «count» и т. п.
Возможности программы и списки команд с описанием их функций присутствуют в руководстве к игре.

## Восприятие и реакция
The Addison-Wesley Book of Atari Software 1984 поставили игре оценку A+, назвав её «возможно увлекательнейшей частью из трех игр серии» и подчеркнув «неожиданные сюжетные повороты». K-Power поставило игре 8 из 10, признав Zork III «самой умной текстовой игрой для микрокомпьютеров, которая только могла появиться».